# Sächsischer Verdienstorden

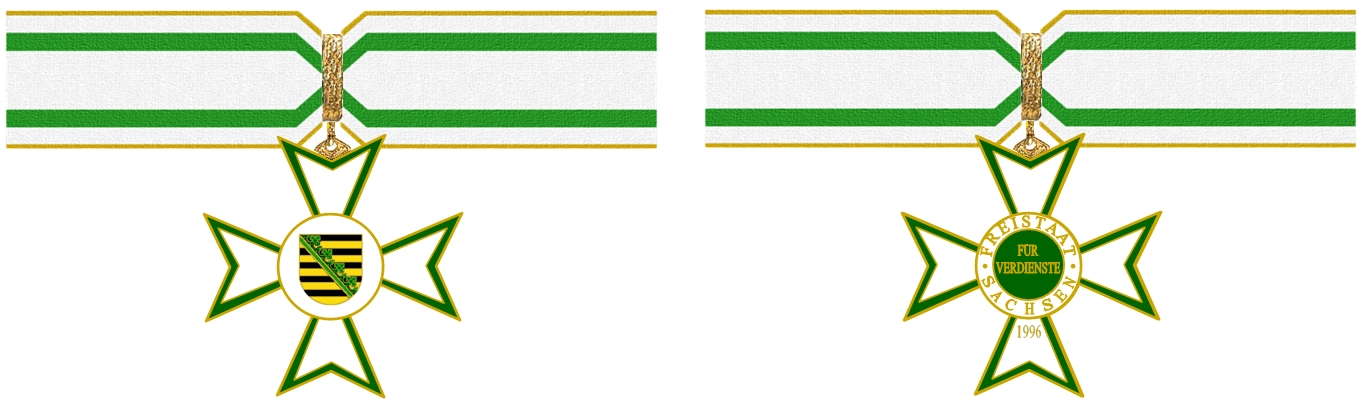
Sächsischer Verdienstorden in der Herrenausführung (links Avers, rechts Revers) (grafische Darstellung)

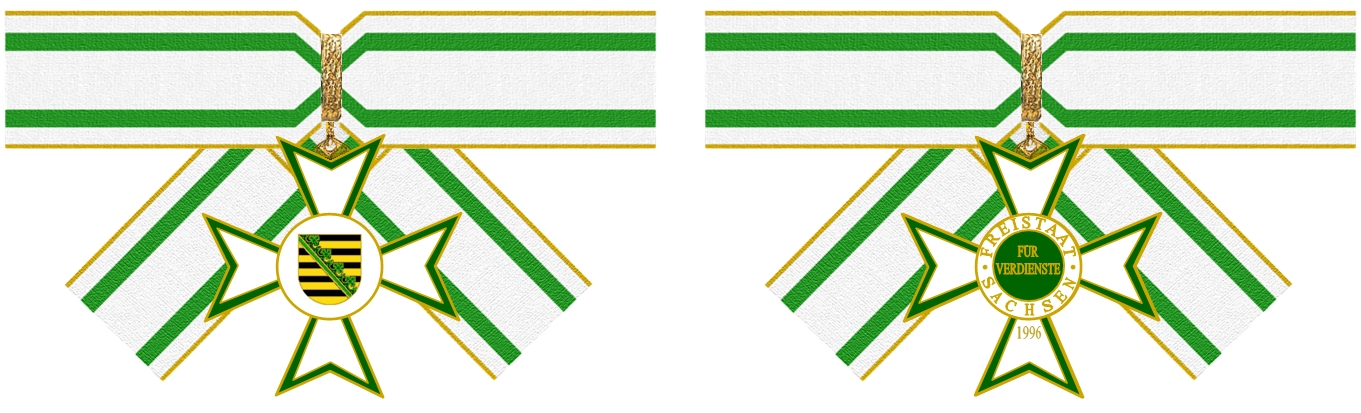
Sächsischer Verdienstorden in der Damenausführung (links Avers, rechts Revers) (grafische Darstellung)

Verleihungsurkunde an Heinz Böttrich (2000)

Der Sächsische Verdienstorden wurde vom Ministerpräsidenten des Freistaates Sachsen Kurt Biedenkopf am 27. Oktober 1996 für hervorragende Verdienste um den Freistaat Sachsen gestiftet. Er gilt als höchste Auszeichnung des Freistaates Sachsen und wurde am 27. Oktober 1997 (genau ein Jahr nach seiner Stiftung) erstmals verliehen.
Der Orden darf nicht verwechselt werden mit dem monarchischen Zivilverdienstorden (Sachsen) von 1815.

## Stiftungstext
Der volle Stiftungswortlaut seiner Bekanntmachung vom 17. Dezember 1996 lautet:

### Stiftungszweck
I. Als Zeichen dankbarer Anerkennung für hervorragende Verdienste um den Freistaat Sachsen und seine Bevölkerung wird der Verdienstorden des Freistaates Sachsen gestiftet. Er wird an in- und ausländische Persönlichkeiten für Leistungen verliehen, die insbesondere im politischen, sozialen, kulturellen und wirtschaftlichen Bereich sowie auf dem Gebiet der Umwelt dem Wohl der Allgemeinheit dienen.

### Klasseneinteilung und Aussehen

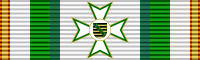
Bandschnalle

II. Der Verdienstorden wird in einer Klasse verliehen. Er besteht aus einem beidseitig emaillierten weißen achtspitzigen Kreuz mit grünem Rand und goldener Fassung. Das goldumrandete weiße Mittelschild zeigt auf der Vorderseite das kleine Wappen des Freistaates Sachsen. Die Rückseite trägt im grünen Zentrum die Inschrift: Für Verdienste und im weißen Ring die Umschrift Freistaat Sachsen. Auf dem unteren Kreuzarm ist das Stiftungsjahr 1996 angegeben. Der Verdienstorden wird von Herren an einem goldgefassten weiß-hellgrün-grünen Band um den Hals, von Damen unterhalb der linken Schulter an einer entsprechenden Bandschleife getragen. An Stelle des Ordenskreuzes kann eine Miniatur von Herren auf einem weiß-grünen Band, von Damen auf einer entsprechenden Bandschleife getragen werden. Das Nähere wird durch die beiliegende Anlage bestimmt.

### Verleihungsanzahl
III. Die Zahl der Ordensinhaber darf nicht höher als 500 sein. Scheidet ein Ordensinhaber durch Tod oder aus anderen Gründen aus der Zahl der Ordensinhaber aus, so kann diese im Rahmen der vorgegebenen Obergrenze ergänzt werden.

### Verleihungsrelevanz
IV. Verdiente Persönlichkeiten aus allen Teilen der Bevölkerung sollen möglichst gleichmäßig berücksichtigt werden. Die Verdienste sollen überwiegend dem Freistaat Sachsen und seiner Bevölkerung zugutegekommen sein. Es soll sich um außergewöhnliche Leistungen über einen längeren Zeitraum oder eine ganz außergewöhnliche Einzeltat handeln, die die auszuzeichnende Person für die Allgemeinheit erbracht hat. Die Erfüllung einer Berufspflicht oder das Wirken für das eigene Erwerbsunternehmen allein rechtfertigen die Verleihung nicht. Auszeichnungen, denen nur ein äußerer Anlass wie ein Jubiläum, Geburtstag oder das Ausscheiden aus einem Amt zugrunde liegt, kommen nicht in Betracht. Verdienste im öffentlichen Dienst können nur dann Anlass zur Verleihung sein, wenn sie weit über die Erfüllung der beamtenrechtlichen Dienstpflichten oder dienstvertraglichen Pflichten hinausgehen. Eine Verleihung an Richter für in ihrem Amt erworbene Verdienste ist ausgeschlossen.

### Vorschlageberechtigung
V. Vorschlagsberechtigt sind der Präsident des Landtages für die Mitglieder und Bediensteten des Landtages sowie die Mitglieder der Staatsregierung. Die Zuständigkeit richtet sich nach der zu würdigenden Leistung. Initiativverleihungen des Ministerpräsidenten bleiben unberührt.

### Verleihungsvorbehalt
VI. Eine Verurteilung wegen einer Straftat, solange sie nach dem Bundeszentralregistergesetz vorgehalten werden kann, schließt die Auszeichnung mit dem Verdienstorden aus. Eine Auszeichnung scheidet ferner aus bei Eignungsmängeln nach Artikel 119 der Verfassung des Freistaates Sachsen. (u. a. ist damit eine frühere Mitarbeit im Ministerium für Staatssicherheit (Stasi) gemeint)

### Aberkennung
VII. Der Verdienstorden ist nachträglich abzuerkennen, wenn zwingende Versagungsgründe nach den vorstehenden Bestimmungen eintreten oder bekannt werden. Er kann aberkannt werden bei Verurteilung zu Geldstrafen wegen fahrlässig begangener Straftaten. Die Aberkennung wird vom Ministerpräsidenten ausgesprochen. Der Verdienstorden, die Ordensminiatur und die Verleihungsurkunde sind zurückzugeben.

### Verleihungsanregungen
VIII. Anregungen zur Auszeichnung mit dem Verdienstorden können von jedermann an die Vorschlagsberechtigten gerichtet werden. Die Anregungen sind von den Vorschlagsberechtigten zu prüfen und der Staatskanzlei mit einer Stellungnahme zu den vorgebrachten Verdiensten zuzuleiten.

### Verleihungspraxis
IX. Der Ministerpräsident und der Landtagspräsident erhalten den Verdienstorden kraft Amtes. Die Verleihung des Verdienstordens ist dem Ministerpräsidenten vorbehalten. Mit der Aushändigung des Verdienstordens und der Ordensminiatur erhält die ausgezeichnete Person eine vom Ministerpräsidenten unterzeichnete Verleihungsurkunde. Sie wird mit dem Dienstsiegel des Freistaates versehen.

### Veröffentlichung der Verleihungen
X. Die Verleihung des Verdienstordens wird im Sächsischen Amtsblatt bekannt gemacht.

## Rangordnung im Sächsischen Auszeichnungssystem
1. Sächsischer Verdienstorden
2. Sächsische Verfassungsmedaille
3. Sächsisches Lebensrettungsehrenzeichen
4. Sonstige Orden des Freistaates Sachsen (gleichrangig)
  - Sächsischer Fluthelferorden 2002
  - Sächsischer Fluthelferorden 2013
  - Gedenkmedaille aus Anlass der Waldbrandkatastrophe Weißwasser im Mai/Juni 1992
5. Feuerwehr-Ehrenzeichen (Sachsen) als Steckkreuz in Gold
6. Feuerwehr-Ehrenzeichen (Sachsen) als Steckkreuz in Silber
7. Feuerwehr-Ehrenzeichen (Sachsen) am Band in Gold
8. Feuerwehr-Ehrenzeichen (Sachsen) am Band in Silber
9. Feuerwehr-Ehrenzeichen (Sachsen) am Band in Bronze
10. Feuerwehr-Leistungsabzeichen für Löscheinsatz in Gold
11. Feuerwehr-Leistungsabzeichen für Löscheinsatz in Silber
12. Feuerwehr-Leistungsabzeichen für Löscheinsatz in Bronze
13. Feuerwehr-Leistungsabzeichen für Technische Hilfe in Bronze

## Sonstiges
Der Sächsische Verdienstorden wird von der Dresdner Firma 1. Dresdner Medaillenmünze Glaser & Sohn GmbH geprägt.